# مجمع‌التواریخ (کتاب میرزا محمدخلیل)
مجمع التواریخ کتابی دربارهٔ تاریخ انقراض سلسله صفویه و وقایع بعد تا سال ۱۲۰۷ هجری قمری است. مؤلف مجمع التواریخ پاره ای از قسمت های وقایع هشتاد و هفت سالی را ضبط نموده مثل علل شورش افاغنه و بیان حال ناگوار دستگاه سلطنتی شاه سلطان حسین و اسباب انقراض دولت او و شرح حال خاندان خود و وقایع راجع به سید احمد شاه مرعشی و شاه سلیمان دوم را به تفصیل نوشته است.

## نویسنده
نویسنده کتاب میرزا محمد خلیل یا سلطان خلیل میرزا مرعشی حسینی است. پدر وی سلطان داوود میرزا فرزند سید محمد متولی آستانهٔ رضوی ملقب به شاه سلیمان دوم است.محمدخلیل در سال ۱۱۹۲ قمری برای دیدار با پدر از اصفهان به بنگاله هند رفت و بعد از فوت پدر، در سال ۱۲۰۷ قمری به تأليف کتاب معروف خود به نام «مجمع التواریخ» پرداخت. 